# كلة غرد
كلة غرد هي قرية في مقاطعة هشترود، إيران. عدد سكان هذه القرية هو 513 في سنة 2006.